# Пјетро Вери
Пјетро Вери (итал. Pietro Verri; 1728, Милано – 1797, Орнаго, Италија) био је италијански писац, историчар, филозоф и економиста. Био је један од најзначајнијих представника миланског илуминизма у 18. веку. 

## Биографија
Пјетро Вери је рођен 1728. године у Милану у племићкој породици као најстарији син Габријела Верија и Барбаре Дати Дела Сомаља. Имао је три брата – Алесандра, Карла и Ђованија. 
Образовао се код Језуита, а, затим, педесетих година је похађао Академију деи Трасформати где је, између осталог, упознао и Ђузепеа Паринија. Годину дана, од 1759. до 1760. године провео је као члан војске у Седмогодишњем рату. Након што је напустио војну каријеру посветио се студирању економије у Бечу 1760. године. Наредне године, 1761, као један од оснивача, Пјетро Вери учествовао је у оснивању Академије деи пуњи.
Пјетро Вери се у младости побунио и против класе којој припада. Био је радикалан у својим жељама за реформама, док је од седамдесетих година постао опрезнији и умеренији реформатор. Разлог за такву промену јесте улазак у државну службу. 
Велики утицај на Верија су извршили француски илуминисти Монтескје, Волтер и Русо, који су допринели његовом знању о праву и грађанском друштву, о историји и економским темама.

### ЧасописIl caffè
Пјетро Вери је оснивач значајног гласила за ширење илуминистичке мисли тог доба. Часопис је активно излазио од 1764. до 1776. године. Замисао је била да излази на сваких десет дана, а да се на крају године објави збирка сачињена од различитих издања. Веома су важни чланци које је писао, а неки од њих су били и књижевног карактера.

### Утицај сензуализма
Вери је био под утицајем принципа сензуализма који су били посебно значајни у другој половини 18. века. Утицај који је додатно важан за Верија јесте Етјен де Кондилак. Дело које на најбољи начин приказује утицај сензуализма јесте Расправа о природи нарави, задовољства и бола, објављено 1773. године. У овом делу он одређује људско деловање као сталну потрагу за задовољством које настаје када престане бол. Тематски блиско дело јесте и дело под називом Размишљања о срећи, које је објављено 1763. године. 

## Дела
Једно од најпознатијих Веријевих дела и најближих његовом образовању јесте дело насловљено Размишљања о политичкој економији објављено 1771. године. У овом делу Вери се изјашњава као наклоњен апсолутистичкој власти, а затим долази до промене става и убеђености у потребу за тим да се установи уставна монархија која би прокрчила пут демократској власти. 
Као производ Веријевог интересовања за историју настала су дела Историја Милана и Размишљања о тортури. Наведена дела сведоче о непрестаном Веријевом интересовању за темељно историјско истраживање које је засновано на строгом документовању чињеница. У делу Размишљања о тортури Вери строго критикује дотадашњу праксу, посебно начин на који се утврђивала истина у судској пракси, окривљујући противречност, ирационалност и тортуре. 
Још нека дела из области економије су Есеј о величини и декаденцији миланског тржишта (1763), Историјска сећања на јавну економију државе Милано (1768).
Када је реч о есејима, кратким делима која су састављена као низ савета, односно напомена за васпитање, битно је дело Успомене на моју ћерку, настало у тренутку рођења његове ћерке (1777). Пише га као низ препорука за одговарајуће васпитање. 